# Medal Pamiątkowy 23 Śląskiego Pułku Artylerii
Medal Pamiątkowy 23 Śląskiego Pułku Artylerii – polskie odznaczenie niepaństwowe ustanowione 4 grudnia 2022 r. przez Organy Przedstawicielskie (Zebrań: Oficerów Zawodowych, Podoficerów Zawodowych i Szeregowych Zawodowych) 23 Pułku Artylerii. Medal powstał z okazji 10 rocznicy sformowania 23 Śląskiego Pułku Artylerii. Pomysłodawcą powstania medalu oraz autorem projektu jest ppłk Paweł Jędryczka.
Medal jest szczególnym wyróżnieniem nadawanym żołnierzom zawodowym czynnej służby wojskowej we wszystkich korpusach 23 Śląskiego Pułku Artylerii im. gen. broni Tadeusza Jordan - Rozwadowskiego, żołnierzom rezerwy pułku oraz wyjątkowo innym osobom za osiągnięcia w służbie oraz w działalności pomnażającej dorobek pułku. Jest on wyrazem więzi posiadacza Medalu Pamiątkowego 23 Pułku Artylerii z pułkiem oraz Siłami Zbrojnymi Rzeczypospolitej Polskiej. Fakt posiadania medalu zobowiązuje jego posiadacza do przestrzegania cnót obywatelskich i żołnierskich, zarówno w służbie, jak i poza nią. Medale Pamiątkowe 23 Śląskiego Pułku Artylerii zostały wręczone po raz pierwszy w dniu 10 marca 2023r. z okazji święta pułku, które przypada na dzień 18 marca.

## Zasady nadawania
Do nadania medalu uprawnione są Organy Przedstawicielskie pułku na wniosek Komisji do Spraw Medalu Pamiątkowego.
Medal wraz z legitymacją i aktem nadania można wręczać podczas uroczystości z okazji świąt państwowych i wojskowych oraz w innych szczególnie ważnych dla służby okolicznościach, zgodnie z wymogami Ceremoniału Wojskowego. Zasadniczą uroczystością do wręczania medalu jest Święto pułku 18 marca, alternatywną Święto WRiA 4 grudnia.
Wręczenie Medalu może wyjątkowo odbyć się również w czasie innych uroczystości, jeśli ich charakter jest uroczysty i podniosły.
Medal wręcza Dowódca pułku (lub pełniący obowiązki Dowódcy pułku na podstawie stwierdzonego w Rozkazie Dziennym pułku upoważnienia) z towarzyszącymi mu przedstawicielami Organów Przedstawicielskich pułku
Prawo do otrzymania medalu przysługuje:
- Dowódcy Pułku z tytułu objęcia stanowiska służbowego;

- żołnierzom zawodowym po przesłużeniu w pułku co najmniej 1 roku;
- weteranom i weteranom poszkodowanym od momentu nabycia przez nich praw;
- żołnierzom rezerwy osiągającym bardzo dobre wyniki w szkoleniu, po nienagannym odbyciu przynajmniej 50 dni ćwiczeń (łącznie);
- wyjątkowo – innym osobom fizycznym i prawnym, szczególnie zasłużonym dla pułku.

## Opis
Medal jest odwzorowaniem Odznaki Pamiątkowej 23 Pułku Artylerii, na bazie koła, tworzy okrągły dysk o średnicy 40 mm jako podstawę nośnika, którym jest Odznaka Pamiątkowa 23 pa 10 x 10 mm, nałożony na skrzyżowane lufy armatnie. Ramiona krzyża pokryto emalią w kolorze zielonym i czarnym z czerwonym pasem w środku. Dobór kolorów odznaki nawiązuje do barw artylerii okresu międzywojennego. W składzie JW 1145 występowały pododdziały artylerii mniejszych kalibrów, w związku z tym 23 Brygada uważana była za kontynuatorkę artylerii lekkiej. Jednak dzięki istnieniu pododdziałów dysponujących działami większych kalibrów, Brygada uzyskała prawo do używania także symboliki artylerii ciężkiej. Dzięki temu na każdym z ramion krzyża podzielonym w „słup” na trzy części, widnieją trzy barwy: zielona, czerwona i czarna. Na ramionach krzyża widnieje napis 23 ŚPA. W środku krzyża nałożona jest tarcza herbowa, na której znajduje się herb Bolesławca. Odznaka ma kolor srebrny i jest emaliowana. Sposób przymocowania - oczko na taśmę medalową.
Taśma medalowa odzwierciedla barwy Miasta Bolesławiec: żółty, biały i czerwony oraz barwy artylerii: zielony, czerwony i czarny. Barwy miasta są odwzorowaniem flagi Bolesławca, miasta, w którym jednostka stacjonuje od 1998 roku i jest ono miastem garnizonowym.
Barwy artylerii zaczerpnięte zostały z barw Pamiątkowej Odznaki 23 pa, a nawiązują do barw artylerii okresu międzywojennego.
Paski kolorów na taśmie zostały podzielone wg uznania twórcy projektu tylko i wyłącznie w celu zachowania symetrii i ucieknięciu od szablonowości. Na taśmie, ani na baretce nie przewidziano żadnego okucia.
Medal jest numerowany i nadawany wraz z dokumentami: legitymacją i aktem nadania, które podpisem sygnuje Dowódca pułku, a ewidencję numeracji prowadzi komisja.
Pierwszy egzemplarz medalu (nr 0001) znajduje się w Muzeum Wojska Polskiego w Warszawie, natomiast medal z numerem 0023 znajduje się w Sali Tradycji 23 Śląskiego Pułku Artylerii.

## Zasady noszenia
Zasady noszenia medalu określają przepisy ubiorcze żołnierzy Sił Zbrojnych Rzeczypospolitej Polskiej. Medal i baretkę nosi się na zasadach określonych Rozporządzeniem Ministra Obrony Narodowej w sprawie noszenia orderów, odznaczeń i odznak przez żołnierzy zawodowych i żołnierzy pełniących służbę kandydacką